# Anserine
Anserine (β-alanyl-N-methylhistidine) is een dipeptide bestaande uit β-alanine en 1-methylhistidine, dat voorkomt in skeletspieren en hersenweefsel van zoogdieren, met name konijnen, ratten en walvissen en daarnaast bij vogels. Bij mensen komt het alleen voor ten gevolge van het voorkomen ervan in het dieet. In structuur (er zit alleen een extra methylgroep op de imidazoolring) en functie lijkt het erg op carnosine.
De pKa van de imidazoolring van histidine, zoals hier in gemethyleerde vorm en gekoppeld aan β-alanine, bedraagt 7,04. Anserine is daarmee een effectieve buffer in het fysiologisch belangrijke pH-gebied.